# Climbing the Golden Stairs
Climbing the Golden Stairs è un cortometraggio muto del 1929 diretto da Gus Edwards. Prodotto e distribuito dalla MGM, aveva come interpreti Charles King e Sydney Jarvis. Di genere musicale, propone una serie di sketch e di numeri di danza.

## Produzione
Il film fu prodotto dalla Metro-Goldwyn-Mayer (MGM).

## Distribuzione
Distribuito dalla Metro-Goldwyn-Mayer (MGM), il film - un cortometraggio di 18 minuti - uscì nelle sale cinematografiche statunitensi il 3 agosto 1929 dopo essere stato presentato in prima a New York il 24 aprile 1929.